# Napoleón Lapathiotis
Napoleón Lapathiotis (en griego, Ναπoλέων Λαπαθιώτης) (Atenas, 31 de octubre de 1888 - 7 de enero de 1944) fue un poeta griego.

## Biografía
Su padre fue un importante militar y político que participó en los momentos más importantes de la Grecia, de la época. En 1896 Lapathiotis y familia se trasladó a Nauplia (la que fue la primera capital de la Grecia moderna), ya que su padre fue ascendido a oficial de artillería y destinado a esta ciudad. El año siguiente se declara la guerra greco-turca y su padre es enviado al frente en Epiro. El poeta y su madre regresan a Atenas. En esa época comienza a colaborar con la revista Διάπλασις Των Παίδων (Formación de los niños).
En 1899 comienza los estudios secundarios, donde conoce a Spiros Trikoupi, amistad que mantendrá durante muchos años. Empieza a escribir poemas (sobre todo pentadecasílabos) y publica en un pequeño periódico. También escribe una novela que nunca acabará, Las aventuras de Konstan Lambet (Οι Περιπέτειες του Κονστάν Λαβρέτ). En 1901 se imprimirá su obra de teatro, Nerón el Tirano. Como profesora de piano tiene a Athina Seremeti, en cuya casa conocerá a muchos intelectuales de la época. En 1903 su padre es elegido diputado por Tirnabos.
En 1905 comienza la Universidad, matriculándose en la Facultad de Derecho a la vez que continúa su colaboración literaria, esta vez en la revista Noumas (Ο Νουμάς), para dos años después, junto con otros colegas, crear la revista Igisó, en la que se publicarán muchos de sus poemas. En 1908 conoce a los escritores K. Jristomanos y a Angelo Sikelianos y ese año publica en la revista Helada (Ελλάδα). En 1909 termina la universidad y se alista en el ejército, a la vez que su padre jura el cargo de Ministro de Defensa. En 1911, su padre es encarcelado por el gobierno de Eleutherios Venizelos. En 1912 estalla la guerra de los balcanes y nuevamente se alista en el ejército. En 1914 publica en Noumas su famoso Manifiesto, que provoca diversas reacciones. En 1916 su padre se adhiere al movimiento de Eleutherios Venizelos y el poeta conoce a este gran político griego ese mismo año. Se publica su poema Grito en la revista Radical.
Ese mismo año, acompaña a su padre a Egipto en calidad de intérprete con el grado de subteniente. Un año después, conoce a Constantino Cavafis. A su vuelta a Atenas, continúa con su puesto de intérprete durante tres años en el Servicio del Estado Mayor. A partir de ese momento, su estilo de vida cambia. Sale mucho por la noche y se recluye en su casa durante el día (en ese momento ya vive en su propia casa del barrio ateniense de Exargia). En 1924 se ocupa de la poesía y la personalidad de Cavafis. Ese mismo año empieza la colaboración con la revista Ramo. El año siguiente publica Vida artística y filológica, aunque sólo se publican tres números.
En 1927 se adhiere a la ideología comunista. El arzobispo de Atenas publica el 1 de mayo de ese año un texto en el que se pide su exclusión de la iglesia. En 1930 sigue escribiendo y colabora con Nuevo Hogar, aunque su vida nocturna no cesa. Un año después visita a Cavafis que se encuentra en ese momento enfermo (moriría dos años después). En 1937 muere su madre y esto hace que se hunda en dolor. En 1939 se publica la primera antología de sus poemas, a la vez que empieza a tener graves problemas económicos. En 1940, con la guerra, los problemas mentales se unen a los económicos. Se encuentra en la miseria económica y agotado físicamente por su larga adicción a las drogas. Para sobrevivir empieza a vender su rica biblioteca. En 1943 se va a publicar la segunda antología de sus poemas, y cuando se está preparando la firma del contrato, en el último momento, la publicación se cancela por razones desconocidas.
A partir de aquí, comunica reiteradamente a sus amigos la intención de suicidarse. Por esa época, colabora con el ejército guerrillero de E.L.L.A.S. (el mayor grupo de resistencia contra la ocupación nazi), llegando a convocar un grupo en su casa, donde hace entrega del arma de su padre. El 7 de enero de 1944 acaba con su vida disparándose con un revólver. De acuerdo con sus deseos, permanece sin enterrar durante tres días por miedo a la catalepsia. Los gastos de su entierro fueron cubiertos por una colecta hecha entre sus amigos.
La película Meteor and Shadow está basada en su vida.
- Datos: Q3563523